# Estanislau Joan Jablonowski
Estanislau Joan Jabłonowski (en polonès Stanisław Jan Jabłonowski) va néixer a Lucza (Ucraïna) el 2 d'abril de 1634 i va morir a Lwow el 2 d'abril de 1702. Era un noble polonès fill de Joan Jablonowski (1600-1647) i d'Anna Ostrorog (1610-1648).
Va ser un dels més grans caps militars de Polònia, carrera que va inicair el 1655 en la guerra contra Rússia i els cosacs Va participar en la guerra amb Suècia, sota el comandament de Czarnecki, i més tard, a Ucraïna. Ja com a comandant en cap de l'exèrcit polonès va participar en la batalla de Viena (1683) i va aturar els tàtars a Lwow el 1695.
Durant les eleccions el 1673 va ser un ferm partidari de Joan Sobieski, i va contribuir a la seva elecció com a rei de Polonia, tot i que més tard hi tindria seriosos enfrontaments. El 1696 va ser ell mateix un candidat per al tron de Polònia després de la mort del rei Joan III Sobieski. Més tard es va mostrar partidari d'August II, tot i que també acabaria oposant-s'hi. En canvi, el seu net Estanislau Leszczynski sí que aconseguiria arribar al tron polonès, que no tenia caràcter hereditari.

## Matrimoni i fills
El 1658 es va casar a Bratslav amb Marianna Kazanowska (1643-1687), filla de Domènec Alexandre Kazanoswski (1610-1648) i d'Anna Potocka (1615-1690). Fruit d'aquest matrimoni nasqueren:
- Jadwiga Teresa (1659-1692)
- Anna (1660-1727), casada amb Rafaeł Leszczyński (1650-1703), mare del rei Estanislau I de Polònia
- Estanislau Carol, (1662-1702)
- Boguslau, nascut el 1664
- Joan Estanislau (1669-1731)
- Alexandre Joan, (1670-1723), casat amb Teofilia Sieniawska